# Ilha Bamu

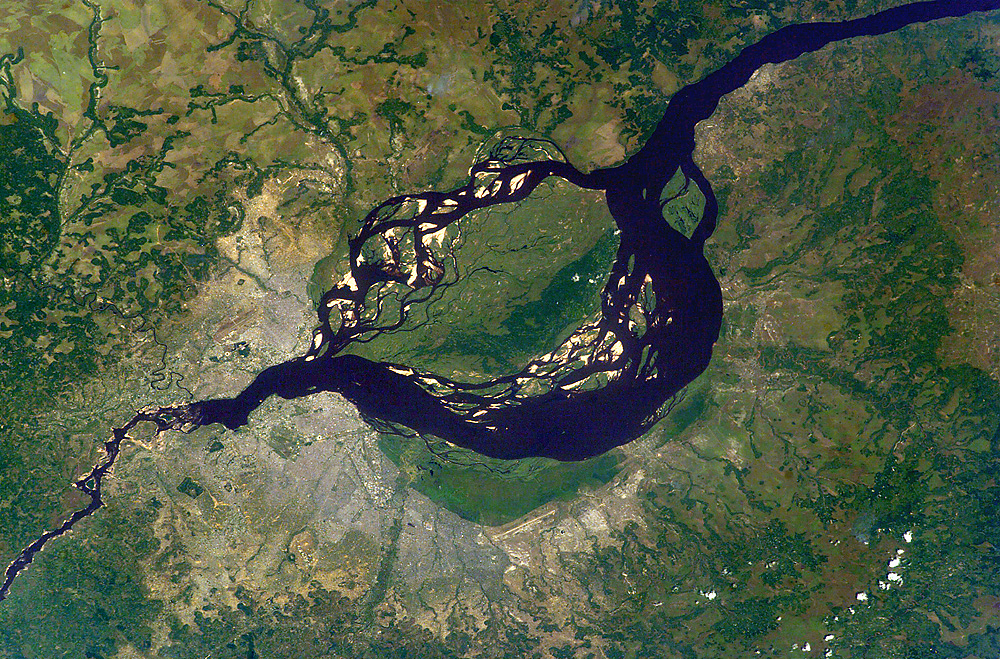
Imagem de satélite mostrando o rio Congo, o lago Malebo e a ilha Bamu

Bamu (também: M'Bamou e Mbamu) é uma ilha no lago Malebo, um alargamento do Rio Congo que forma um lago natural. A ilha é território da República do Congo. O lago Malebo tem uma superfície de 180 km². Duas capitais nacionais estão localizadas entre a ilha: a noroeste ao longo do rio está Brazavile, capital da República do Congo. Ao sul está Quinxassa, capital da República Democrática do Congo.
A ilha foi o local do primeiro acampamento permanente de pescadores teque-humbus. Após um período de guerras, a população local se dispersou e se fixou, quer na margem norte, fundando a atual Brazavile, quer na margem sul, fundando a atual Quinxassa. Durante muito tempo, durante o período colonial, a ausência de qualquer assentamento permanente na ilha fez dela um ponto de encontro e troca de informações e mercadorias das populações de ambos os Congos (Belga e Francês), servindo também como base para pescadores. Simbolicamente, este local tornou-se também um foco de resistência ao colonizador, seja ele francês ou belga. Bamu tornou-se oficialmente uma zona desmilitarizada sob o regime neutro estabelecido na Convenção Franco-Belga de 1908, quando esses dois países exerciam domínio colonial sobre os territórios de cada lado do Rio Congo.
Para além de sua característica geográfica, politicamente Bamu é o único distrito do Departamento de Brazavile da República do Congo.